# Saint-Martin-l’Astier
Saint-Martin-l’Astier (okzitanisch: Sent Martin l’Astier) ist eine französische Gemeinde in der Region Nouvelle-Aquitaine (vor 2016: Aquitanien) mit 140 Einwohnern (Stand: 1. Januar 2022). Sie liegt im Département Dordogne. Die Gemeinde gehört zum Kanton Vallée de l’Isle im Arrondissement Périgueux. Die Einwohner werden Saint-Martinois genannt.

## Geografie
Saint-Martin-l’Astier liegt im Périgord Blanc (Weißes Périgord) am nördlichen Ufer der Isle. Umgeben wird Saint-Martin-l’Astier von den Nachbargemeinden Saint-Étienne-de-Puycorbier im Norden, Saint-Front-de-Pradoux im Osten, Saint-Médard-de-Mussidan im Süden, Saint-Laurent-des-Hommes im Westen sowie Saint-Michel-de-Double im Nordwesten.

## Bevölkerungsentwicklung
| Jahr                       | 1962 | 1968 | 1975 | 1982 | 1990 | 1999 | 2009 | 2018 |
| Einwohner                  | 119  | 128  | 120  | 140  | 152  | 137  | 126  | 138  |
| Quellen: Cassini und INSEE |      |      |      |      |      |      |      |      |

## Ortsname
Der Name der Gemeinde bezieht sich auf den Heiligen Martin, der im 5. Jahrhundert Bischof von Tours war, und auf die Abtei Saint-Astier, von der die Kirche im 12. Jahrhundert abhing. Die Bezeichnung Astier könnte auch den Nebenarm eines Flusses, ein Überschwemmungs- oder Sumpfgebiet, bezeichnen.
Im Okzitanischen trägt die Gemeinde den Namen Sent Martin l'Astier.

## Sehenswürdigkeiten
- Kirche Saint-Martin, Glockenturm aus dem 9. Jahrhundert
- Herrenhaus La Roche aus dem 19. Jahrhundert

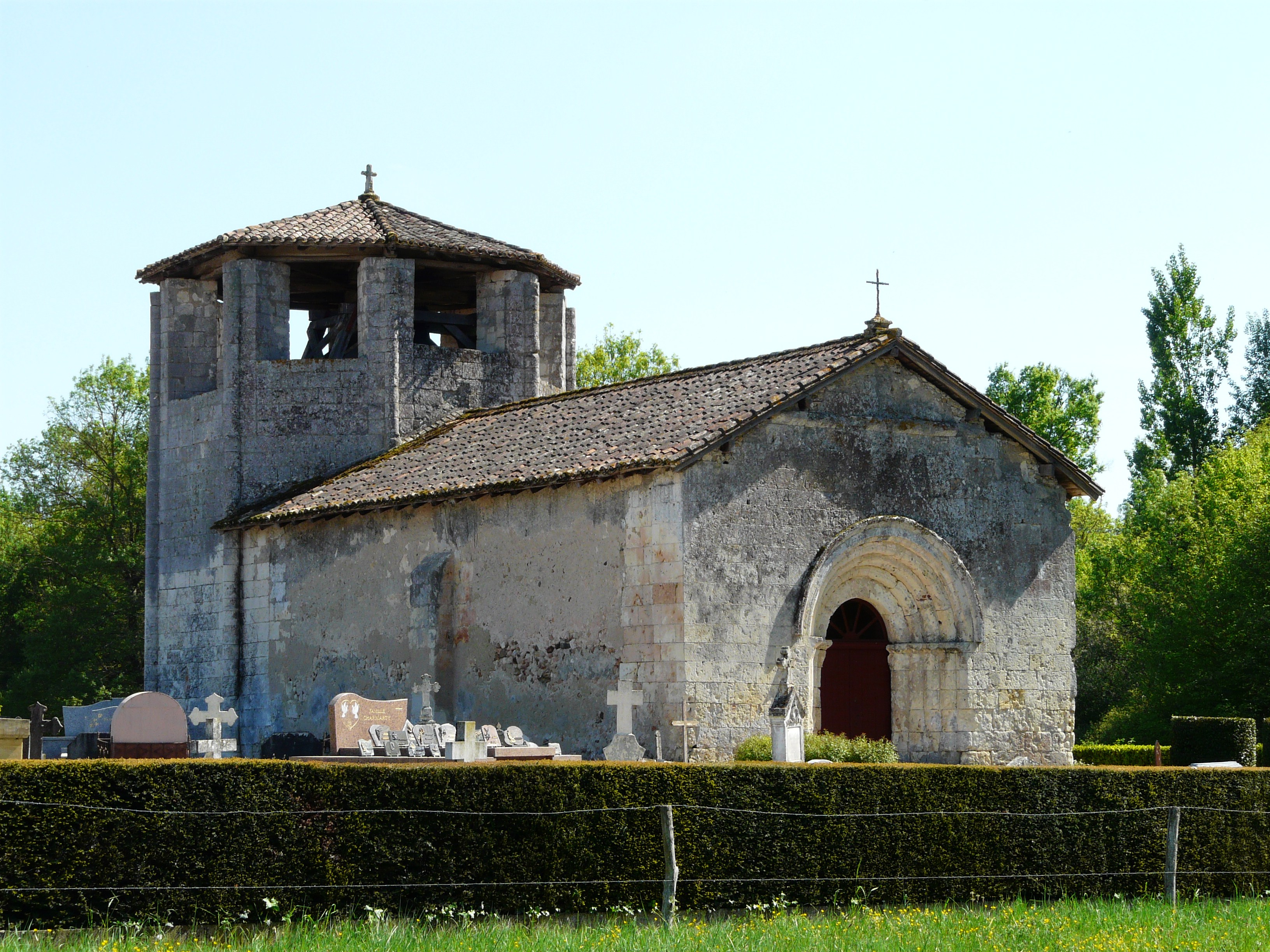
Kirche Saint-Martin
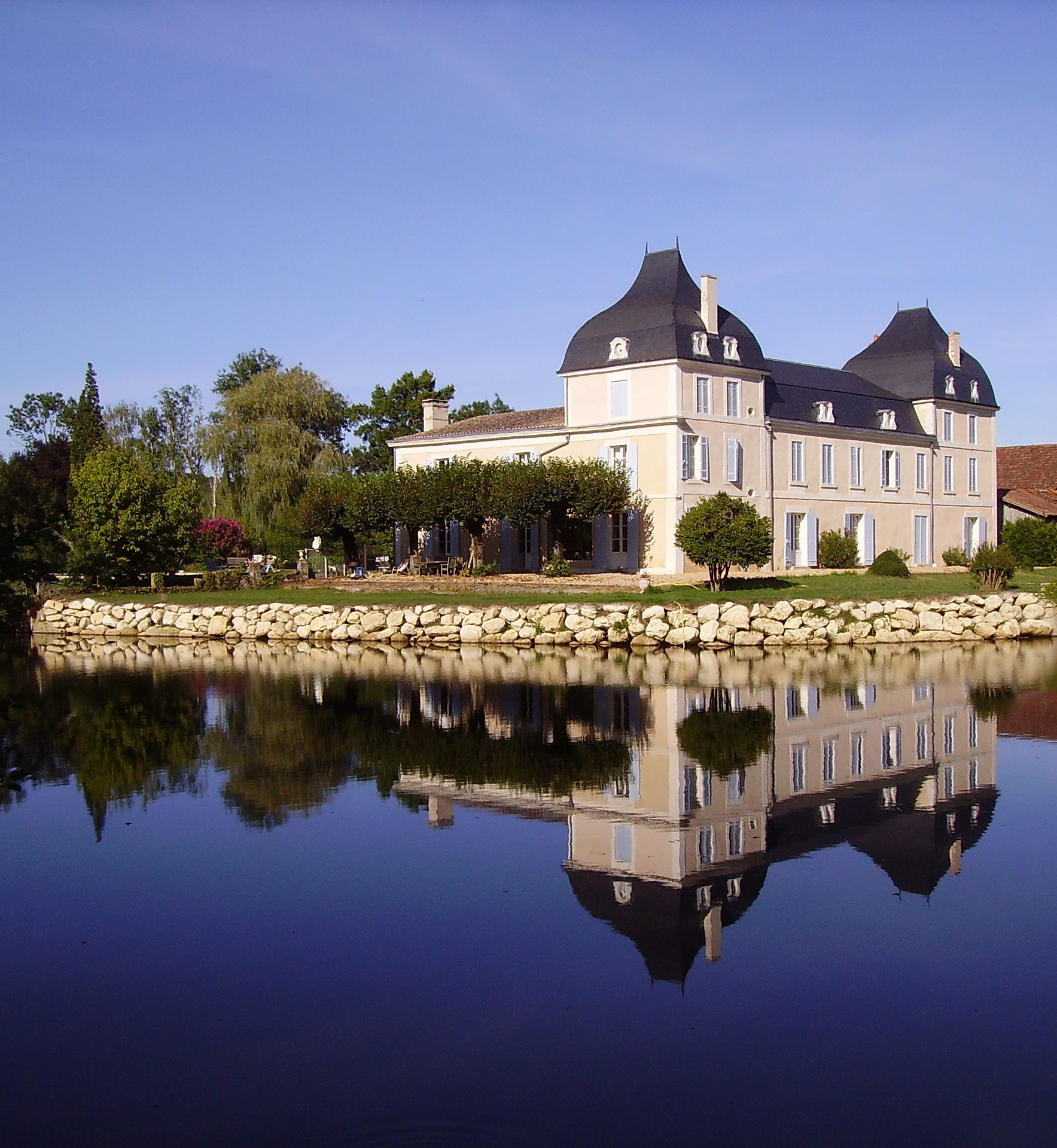
Herrenhaus La Roche

## Belege
1. ↑  Populations légales 2020 − Ces données sont disponibles sur toutes les communes de France hors Mayotte | Insee. Abgerufen am 18. August 2023.
2. ↑  Chantal Tanet, Tristan Hordé: Dictionnaire des noms de lieux du Périgord. Fanlac, 2000, ISBN 2-86577-215-2, S. 347.
3. ↑  Le nom occitan des communes de la Dordogne. Abgerufen am 18. August 2023.